# Jóhanna Sigurðardóttir
En aquest nom islandès, el darrer nom és un patronímic, no pas un cognom. La manera de referir-se a aquesta persona és pel nom de pila.
Jóhanna Sigurðardóttir (Reykjavík, 4 d'octubre de 1942) va ser primera ministra d'Islàndia des de l'1 de febrer de 2009 fins al 23 de maig de 2013.
Sigurðardóttir va treballar com a assistent de vol de Loftleiðir Icelandic Airlines entre 1962 i 1971, on va ser una membre sindical força activa. Va ser dues vegades presidenta de la Junta Directiva de l'Associació Islandesa de Personal de Cabina (el 1966 i el 1969). El 1971 accedí a un treball d'oficina a Reykjavík, deixant la seva tasca sindical, però aquesta militància prèvia li va servir per fer el salt a la política representativa en les files del Partit Socialdemòcrata.
La seva carrera política començà el 1978, quan es va presentar en les llistes socialdemòcrates per als comicis del 25 de juny a l'Althing o Parlament. Des d'aleshores ha ocupat de forma ininterrompuda un escó al Parlament d'Islàndia, durant vuit legislatures pel partit Aliança Socialdemòcrata.
Sigurðardóttir ha estat la primera dona homosexual que ha arribat a ser cap de govern a tot el món.
La seva arribada al govern va esdevenir després de la dimissió completa del Govern d'Islàndia el 2009, a conseqüència del col·lapse de la banca privada nacional l'octubre del 2008. Sigurdardóttir era membre de l'Aliança Socialdemòcrata i Ministra d'Assumptes Socials en el Gabinet que encapçalava el conservador Geir Haarde. Accedí al càrrec de Primera Ministra dirigint un govern en coalició amb el Moviment d'Esquerra-Verda.